# Wydział Biotechnologii Uniwersytetu Wrocławskiego
Wydział Biotechnologii Uniwersytetu Wrocławskiego (WB UWr) – jeden z 12 wydziałów Uniwersytetu Wrocławskiego powstały w 2006 roku w wyniku podziału Wydziału Nauk Przyrodniczych na trzy mniejsze jednostki organizacyjne i poprzez przekształcenie Instytutu Biochemii i Biologii Molekularnej. Kształci studentów na dwóch podstawowych kierunkach zaliczanych do nauk biologicznych na studiach stacjonarnych.
W ramach Wydziału Biotechnologii funkcjonuje 12 zakładów i 1 pracownia naukowa. Aktualnie zatrudnionych jest 44 pracowników naukowo-dydaktycznych (z czego 10 z tytułem profesora, 11 na stanowisku profesora zwyczajnego i nadzwyczajnego, 7 ze stopniem naukowym doktora habilitowanego, 26 adiunktów ze stopniem doktora oraz 2 asystentów z tytułem magistra).
Wydział współpracuje również z emerytowanymi profesorami, których autorytet wspiera zarówno proces dydaktyczny, jak i przede wszystkim wymianę międzynarodową.
W 2011 roku na wydziale studiowało łącznie 434 studentów, wyłącznie na studiach dziennych oraz 40 doktorantów, odbywających studia doktoranckie w ramach Wydziałowego Studium Doktoranckiego.

## Historia
Początki obecnego Wydziału Biotechnologii związane są z podjęciem w 1959 roku wspólnej decyzji władz Akademii Medycznej i Uniwersytetu Wrocławskiego dotyczącej utworzenia dwóch Katedr Biochemii na Wydziale Farmacji AM i Wydziale Nauk Przyrodniczych UWr z siedzibą w budynku Akademii Medycznej przy ul. Szewskiej 39. Organizację obu katedr powierzono prof. Wandzie Mejbaum-Katzenellenbogen. Pierwszymi pracownikami tworzącej się Katedry Biochemii UWr zostali: dr Bronisława Morawiecka i mgr Ewa Lachowicz. W następnych latach grono nauczycieli akademickich powiększyło się o magistrów: Aleksandrę Kubicz, Irenę Lorenc i Tadeusza Wilusza. W 1961 roku powołany został nowy kierunek studiów – biochemia na Wydziale Nauk Przyrodniczych UWr. W 1969 Katedra Biochemii UWr została włączona w strukturę Instytutu Botaniki UWr.
W tym samym roku władze uniwersytetu podjęły decyzję o rozpoczęciu remontu kapitalnego budynku na Tamce 2. Jednocześnie zarządzeniem ministra oświaty i szkolnictwa wyższego Katedra Botaniki oraz Katedra Biochemii zostały przekształcone w Instytut Botaniki i Biochemii. W skład tego instytutu wchodzą: Zakład Biochemii kierowany przez prof. Wandę Mejbaum-Katzenellenbogen oraz Zakład Biochemii Molekularnej kierowany przez doc. dr hab. Bronisławę Morawiecką. W roku akademickim 1972/1973 miała miejsce przeprowadzka z pomieszczeń Katedry Biochemii na Wydziale Farmacji AM do własnych pomieszczeń na Tamce 2. 
W 1973 roku zarządzenia ministra oświaty i szkolnictwa wyższego powstaje samodzielna jednostka na Wydziale Nauk Przyrodniczych UWr – Instytut Biochemii. W jego strukturze znalazły się trzy Zakłady: Biochemii, Biochemii Molekularnej i Biofizyki. W roku akademickim 1986/87 utworzono pierwszy w Polsce nowy kierunek studiów – biotechnologię. W 1991 roku zakończono nadbudowę III piętra budynku na Tamce, a także pozyskano nowe pomieszczenia w budynku przy ul. Przybyszewskiego 63/77. W latach 1999–2001 dzięki uzyskanym z Komitetu Badań Naukowych funduszom wyremontowano i zmodernizowano laboratoria w budynku przy ul. Przybyszewskiego 63/77.
Wydział Biotechnologii, jako samodzielny wydział, powstał po podziale Wydziału Nauk Przyrodniczych na trzy wydziały: Biotechnologii, Nauk Biologicznych oraz Nauk o Ziemi i Kształtowania Środowiska, co miało miejsce 1 września 2006 roku.

## Władze Wydziału
W kadencji 2024–2028:
| Stanowisko               | Imię i nazwisko                  |
| ------------------------ | -------------------------------- |
| Dziekan                  | prof. dr hab. Dorota Nowak       |
| Prodziekan ds. Ogólnych  | dr hab. Daniel Krowarsch         |
| Prodziekan ds. Nauczania | prof. dr hab. Dagmara Jakimowicz |

## Poczet dziekanów
1. prof. dr hab. Jacek Otlewski (2006–2012)
2. prof. dr hab. inż. Marcin Łukaszewicz (2012–2020)
3. prof. dr hab. Dorota Nowak (od 2020)

## Kierunki kształcenia
Wydział Biotechnologii UWr kształci studentów na kierunku biotechnologia na studiach I stopnia (licencjackich – 3 letnich) oraz II stopnia (magisterskich uzupełniających – 2 letnich) w zakresie pięciu specjalności:
- mikrobiologia molekularna
- biotechnologia medyczna
- biotechnologia peptydów i protein
- biologia molekularna
- bioinformatyka

Ponadto Wydział oferuje następujące studia podyplomowe:
- Podyplomowe Studium Biologii Molekularnej

Możliwe jest również podjęcie studiów III stopnia na kierunku:
- biologia molekularna

Wydział ma uprawnienia do nadawania następujących stopni naukowych:
- doktora nauk biologicznych w zakresie: biochemii, biotechnologii
- doktora habilitowanego nauk biologicznych w zakresie: biochemii

## Struktura organizacyjna
Wydział składa się z następujących Zakładów i Pracowni:
| Jednostka                            | Kierownik                        |
| ------------------------------------ | -------------------------------- |
| Zakład Biochemii                     | prof. dr hab. Mariusz Olczak     |
| Zakład Biochemii Genetycznej         | dr hab. Anna Kulma               |
| Zakład Biofizyki                     | prof. dr hab. Rafał Bartoszewski |
| Zakład Biologii Molekularnej Komórki | prof. dr hab. Hanna Jańska       |
| Zakład Biotechnologii Białek         | prof. dr hab. Łukasz Opaliński   |
| Zakład Biotransformacji              | dr hab. Dorota Dziadkowiec       |
| Zakład Chemii Biologicznej           | prof. dr hab. Artur Krężel       |
| Zakład Cytobiochemii                 | dr hab. Aleksander Czogalla      |
| Zakład Bioinformatyki i Genomiki     | prof. dr hab. Paweł Mackiewicz   |
| Zakład Inżynierii Białka             | dr hab. Małgorzata Zakrzewska    |
| Zakład Lipidów i Liposomów           | dr hab. Jerzy Gubernator         |
| Zakład Mikrobiologii Molekularnej    | prof. dr hab. Dagmara Jakimowicz |
| Zakład Patologii Komórki             | prof. dr hab. Dorota Nowak       |
| Pracownia Białek Jądrowych           | prof. dr hab. Ryszard Rzepecki   |
| Pracownia Biologii Medycznej         | prof. dr hab. Teresa Olczak      |

## Prowadzone badania
Wydział Biotechnologii UWr prowadzi badania naukowe związane z następującymi zagadnieniami:
- otrzymywanie i charakterystyka bionanomateriałów do specyficznych zastosowań medycznych
- ewolucja in vitro oparta na konstrukcji i selekcji bibliotek peptydów i białek prezentowanych na bakteriofagach
- badanie mechanizmu regulacji różnicowania komórek przez receptor jądrowy dla witaminy D
- badanie mechanizmu fosforylacji białek
- analiza struktury i funkcji części cukrowej glikoprotein
- mechanizmy i regulacja przyswajania żelaza i hemu przez bakterie Porphyromonas gingivalis
- analiza procesu rozmontowania struktury jądra komórkowego oraz jego odtwarzania w procesie mitozy
- zastosowanie metod terapii genowej do leczenia wybranych chorób nowotworowych oraz monogenowych chorób genetycznych
- ulepszanie roślin użytkowych (len, ziemniaki) metodą transgenezy pod względem odporności na czynniki środowiskowe, zawartości antyoksydantów i poprawy jakości włókna
- badania białek kompleksu b6f (cytochromu b6f i białka Rieskego) w celu poznania mechanizmów wbudowania w błonę biologiczną cytochromu b6 oraz wbudowywania hemów do tego cytochromu i mechanizmu wbudowywania centrum 2Fe-2S do białka Rieskego
- rola enzymów kontrolujących jakość proteomu mitochondrialnego
- mechanizm wyciszania ekspresji genów u roślin
- metody genetyki molekularnej i inżynierii genetycznej służące doskonaleniu odmian roślin uprawnych
- komputerowe modelowanie zjawisk hybrydogenezy, specjacji i ewolucji gatunków
- analiza porównawcza zjawisk rekombinacyjnych w genomach eukariotycznych
- zastosowanie sieci neuronowych w badaniach proteomów
- analizy filogenetyczne różnych białek i genów
- technologia liposomowa w badaniach podstawowych i farmakologii klinicznej
- apoptoza indukowana lekami jako narzędzie terapeutyczne
- hodowle komórkowe jako model w badaniach cytotoksyczności leków

## Współpraca ze szkołami
W celu promowania biotechnologii jako kierunek studiów, pracownicy naukowo-dydaktyczni wydziału od 30 lat aktywnie uczestniczą w akcjach propagowania wiedzy z zakresu biotechnologii wśród młodzieży licealnej i gimnazjalnej Wrocławia i Dolnego Śląska. Wydział nawiązał formalną współpracę z 12 liceami i 3 gimnazjami. W ramach tej współpracy odbywają się:
- wykłady popularnonaukowe, ćwiczenia laboratoryjne, pokazy, wycieczki, prezentacje sprzętu i aparatury (zajęcia prowadzone

na wydziale),
- zajęcia fakultatywne prowadzone w szkołach średnich i gimnazjach,
- lekcje pokazowe dla klas biologiczno-chemicznych,
- zajęcia typu seminaryjnego z licealistami uczestnikami olimpiad przedmiotowych.

Ponadto wydział obejmuje opieką młodzież szczególnie uzdolnioną przez pomoc i zapewnienie warunków do wykonania prac eksperymentalnych w ramach Olimpiady Biologicznej.

## Baza lokalowa
Wydział Biotechnologii UWr od 2013 roku ulokowany jest na ul. Joloit-Curie 14 A nieopodal Placu Grunwaldzkiego.
Nowy, pięciokondygnacyjny obiekt posiada 11 529 m² powierzchni. Na dachu umieszczona jest nowoczesna szklarnia, oprócz niej wydział dysponuje fitotronami, co pozwala na uprawę doświadczalną roślin. Laboratoria mieszczą się w pomieszczeniach z kontrolą temperatury i wilgotności powietrza. 
Na budowaną w latach 2010–2013 nową siedzibę składa się:
- część dydaktyczna, której powierzchnia całkowita wynosi 11 529 m²:
  - 3 sale audytoryjne z możliwością połączenia, 74 miejsca każda, łącznie 216 miejsc,
  - 4 sale seminaryjne – 3 sale po 36 miejsc i 1 sala z 25 miejscami, łącznie 133 miejsca,
  - laboratoria biochemiczne (sale ćwiczeń dla biochemii, biofizyki i mikrobiologii), łącznie 200 stanowisk do pracy dydaktyczno-laboratoryjnej,
  - 2 sale komputerowe (25 i 20 stanowisk),
  - biblioteka,
- piwnica – 2114 m² (garaż – 44 miejsca parkingowe, warsztat, magazyn, pożywkarnia, sterylizatornia, dejonizatornia, pomieszczenia techniczne),
- przyziemie – 1953 m² (portiernia z monitoringiem, dziekanat, 2 sale konferencyjne i 4 seminaryjne, 2 pokoje gościnne, 2 pracownie komputerowe, biblioteka, serwerownia),
- wysoki parter – 2762 m² (3 sale wykładowe, sale ćwiczeń, zaplecze dydaktyczne, dodatkowe miejsce na 2 zespoły naukowe, laboratoria dla Wydziału Chemii),
- pierwsze piętro – 2414 m² (pomieszczenia dla zespołów naukowych Wydziału Biotechnologii oraz dla Wydziału Chemii – w łączniku),
- drugie piętro – 2072 m² (pomieszczenia dla zespołów naukowych),
- nadbudówka – ok. 100 m² (szklarnia, istnieje możliwość rozbudowy do powierzchni ok. 700 m² z przeznaczeniem na dodatkowe pracownie).